# Seabraellus gracilis
Seabraellus gracilis là một loài bọ cánh cứng trong họ Cerambycidae.